# 祝义材
祝义材（1964年—），安徽桐城人，汉族，中华人民共和国政治人物、第十一届全国人民代表大会江苏地区代表。
毕业于合肥工业大学经济管理专业。加入民进。担任雨润集团董事局主席。2008年起担任全国人大代表。